# Деалу-Маре (Бакау)
Деалу-Маре (рум. Dealu-Mare) насеље је у Румунији у округу Бакау у општини Магура. Oпштина се налази на надморској висини од 270 m.

## Становништво
Према подацима из 2002. године у насељу је живело 304 становника, од којих су сви румунске националности.